# Пам'ятний знак «5 років Збройним Силам України»
Пам'ятний знак «5 років Збройним Силам України» — відомча заохочувальна відзнака Міністерства оборони України, що входила до діючої до 2012 року системи відзнак. Пам'ятний знак заснований з нагоди 5-ї річниці Збройних Сил України.

## Історія нагороди
- Відзнака встановлена наказом Міністра оборони України Олександра Кузьмука від 2 грудня 1996 року № 370.
- 30 травня 2012 року Президент України В. Ф. Янукович видав Указ, яким затвердив нове положення про відомчі заохочувальні відзнаки; міністрам, керівникам центральних органів виконавчої влади, керівникам (командувачам) військових формувань, державних правоохоронних органів було доручено забезпечити в установленому порядку перегляд актів про встановлення відомчих заохочувальних відзнак, приведення таких актів у відповідність із вимогами цього Указу[1]. Протягом 2012–2013 років Міністерством оборони України була розроблена нова система заохочувальних відзнак[2], що вже не містила пам'ятного знаку «5 років Збройним Силам України».

## Положення про пам'ятний знак
1. Пам'ятним знаком «5 років Збройним Силам України» нагороджуються особи офіцерського складу, які служать у Збройних Силах України і беруть активну участь у розбудові Збройних Сил незалежної України.
2. Нагородження пам'ятним знаком проводиться на честь дня святкування 5-ї річниці Збройних Сил України.
3. Вручення пам'ятного знака проводиться згідно з наказом командира частини, витяг із якого надсилається до Головного управління кадрів Міністерства оборони України.
4. Дублікати пам'ятного знака «5 років Збройним Силам України» не виготовляються і на заміну загублених (зіпсованих) не видаються.

## Опис пам'ятного знака
- Пам'ятний знак «5 років Збройним Силам України» виготовляється із срібного сплаву металу і має овальну форму, у верхній частині якого знаходиться елемент малого Державного Герба України.
- У центрі знака зображена римська цифра V білого кольору на блакитному фоні.
- Овал обрамлений з обох боків лавровим вінком, на якому зображено три стрічки, одна знизу та дві по боках.
- На нижній стрічці напис: «Збройні Сили України». На бокових стрічках викарбувані роки 1991 — на лівій та 1996 — на правій.
- Під римською цифрою V зображено два мечі вістрям вгору, а рукоятки мечів виходять за межі овалу.
- Всі зображення рельєфні.